# Cayo Prastina Mesalino
Cayo o Gayo Prastina Mesalino  fue un senador romano que vivió en el siglo II y desarrolló su cursus honorum durante los reinados de los emperadores Adriano y Antonino Pío. Fue cónsul ordinario en 147 junto a Lucio Annio Largo. Su carrera se conoce enteramente por inscripciones.

## Orígenes familiares
Su nombre completo era Gayo Ulpio Pacato Prastina Mesalino. Géza Alföldy descarta la posibilidad de que Mesalino fuera descendiente de un hombre al que se le otorgó la ciudadanía romana durante el reinado del emperador Trajano y en su lugar argumenta que Mesalino era pariente de ese emperador. Aunque su nombre claramente demuestra polionimia, no aparece en la monografía de Olli Salomies sobre ese tipo de nombres. Sin embargo, la forma más común de nombres polinómicos llevaría a sospechar que Mesalino fue adoptado por un miembro de la gens Ulpia, probablemente llamado Cayo Ulpio Pacato; una explicación alternativa es que Cayo Ulpio Pacato puede ser su abuelo materno. Un tercer elemento de interés es su cognomen Mesalino, que sugiere una conexión con alguna rama de la gens Valeria.

## Carrera política
El cursus honorum de Mesalino se conoce imperfectamente; además de su consulado, sólo se conocen otros dos nombramientos imperiales. El primero fue antes de su consulado, cuando fue nombrado gobernador de Numidia; Alföldy fecha su mandato en los años 143, 145 y 146. El segundo nombramiento fue después de su consulado, como gobernador de la provincia imperial de Moesia Inferior, cargo atestiguado por un diploma militar fechado entre los años 148 y 151.
Alföldy descarta identificar a Mesalino con el senador que fue gobernador de la Galia Lugdunense en algún momento entre los años 138 y 161.
No se sabe nada más sobre la vida de Mesalino después de su gobernación en Moesia Inferior.